# Royaume de France au XVIe siècle
 (juin 2022).

Blason du royaume de France.

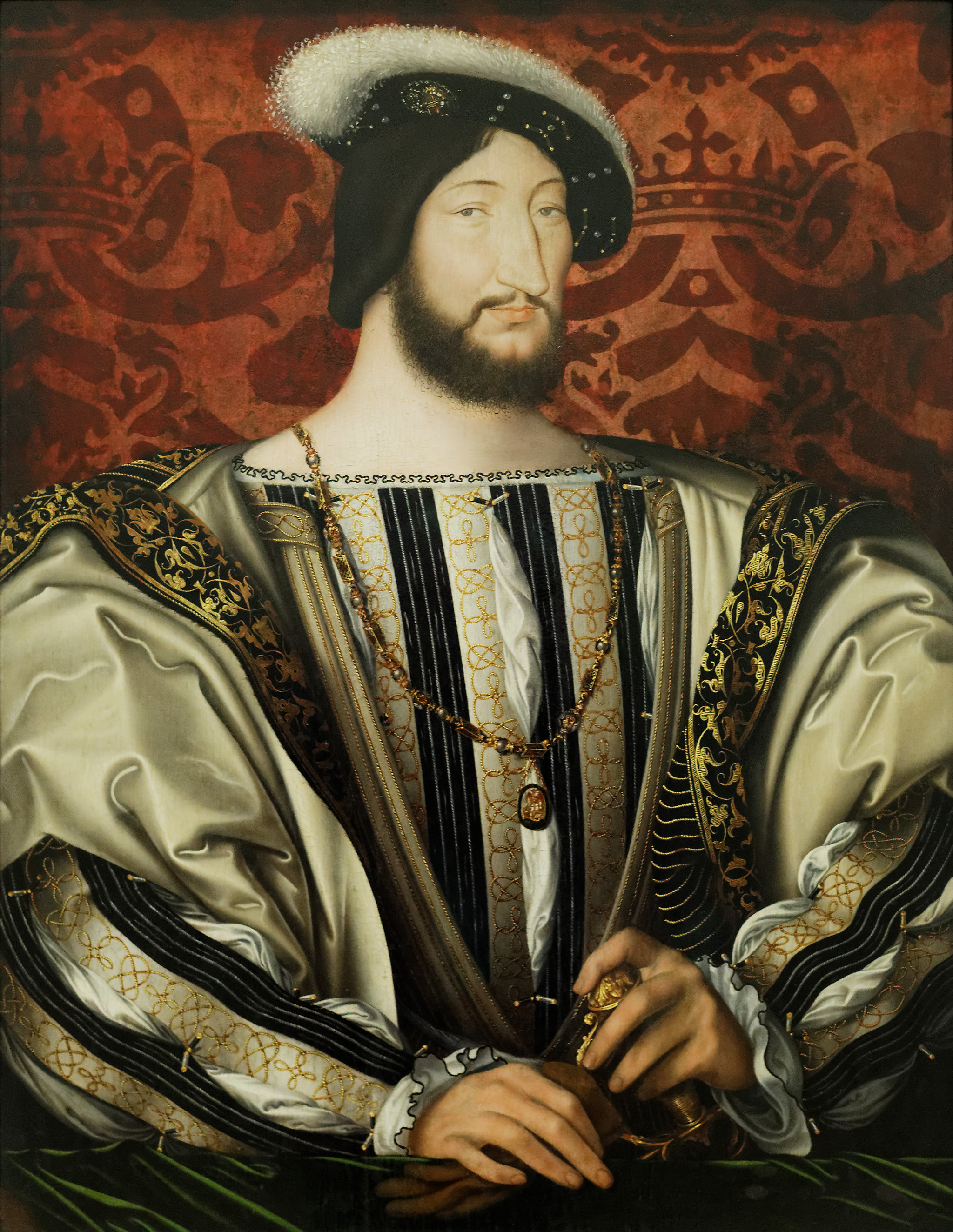
François Ier.

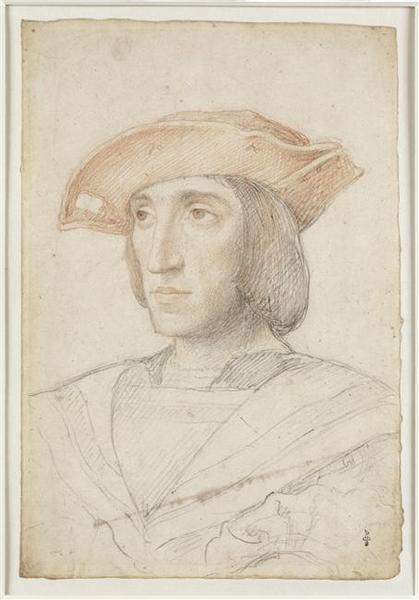
Le connétable Bourbon.

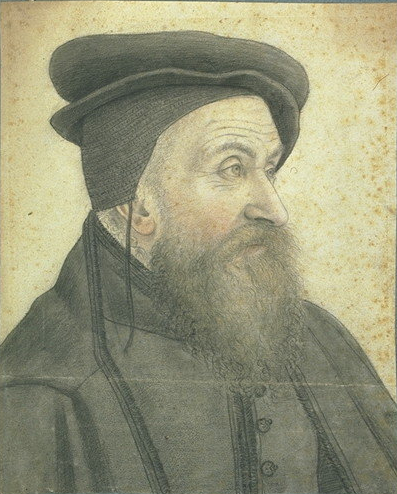
Portrait de Charles Estienne.

La France dispose d'une façade maritime importante. Le premier port de la façade maritime méditerranéenne est Marseille. Bien desservi, le port entretient des relations avec les ports italiens et catalans, ainsi qu'avec le Levant grâce à l'alliance entre François Ier et le sultan Soliman. À partir de 1536, les marchands français peuvent commercer avec l'empire et établir des comptoirs permanents dans la région, grâce aux « Capitulations »[Quoi ?], qui seront reconduites en 1569. Dans le même temps, Marseille organise son commerce avec l'Afrique, créant en 1553 la compagnie du Corail, qui exploite le corail des côtes oranaises, le fait travailler à Marseille puis l'expédie dans les ports du Proche-Orient. Le port marseillais s'impose ainsi comme un rival de Gêne et Barcelone, ce qui entraîne parfois des conflits. Pour assurer sa défense, la cité phocéenne fait stationner des galère dans le port de Toulon, qui ont surtout vocation à protéger le port des Barbaresques et des pirates.

## Une façade occidentale dominée par Rouen
De Saint-Jean-de-Luz à Calais, le littoral est animé par un chapelet de ports pratiquant pour la plupart le cabotage et le transport à courte distance des productions locales. Les ports de La Rochelle et Bordeaux disposent de perspectives bien meilleures, le premier ayant des relations avec l'Europe du Nord et la péninsule ibérique, et le second commerçant avec les Pays-Bas et l'Angleterre. Le premier port de la France océane reste Rouen, qui développe son commerce avec les Pays-Bas et l'Angleterre. À la différence de La Rochelle et Bordeaux, il porte aussi son attention sur l'exploitation du Nouveau Monde. D'ailleurs, en 1550, l'entrée d'Henri II dans le port, qui assiste à un combat naval remporté par les Français aux dépens des Portugais, peut être perçu comme un appel à la colonisation.

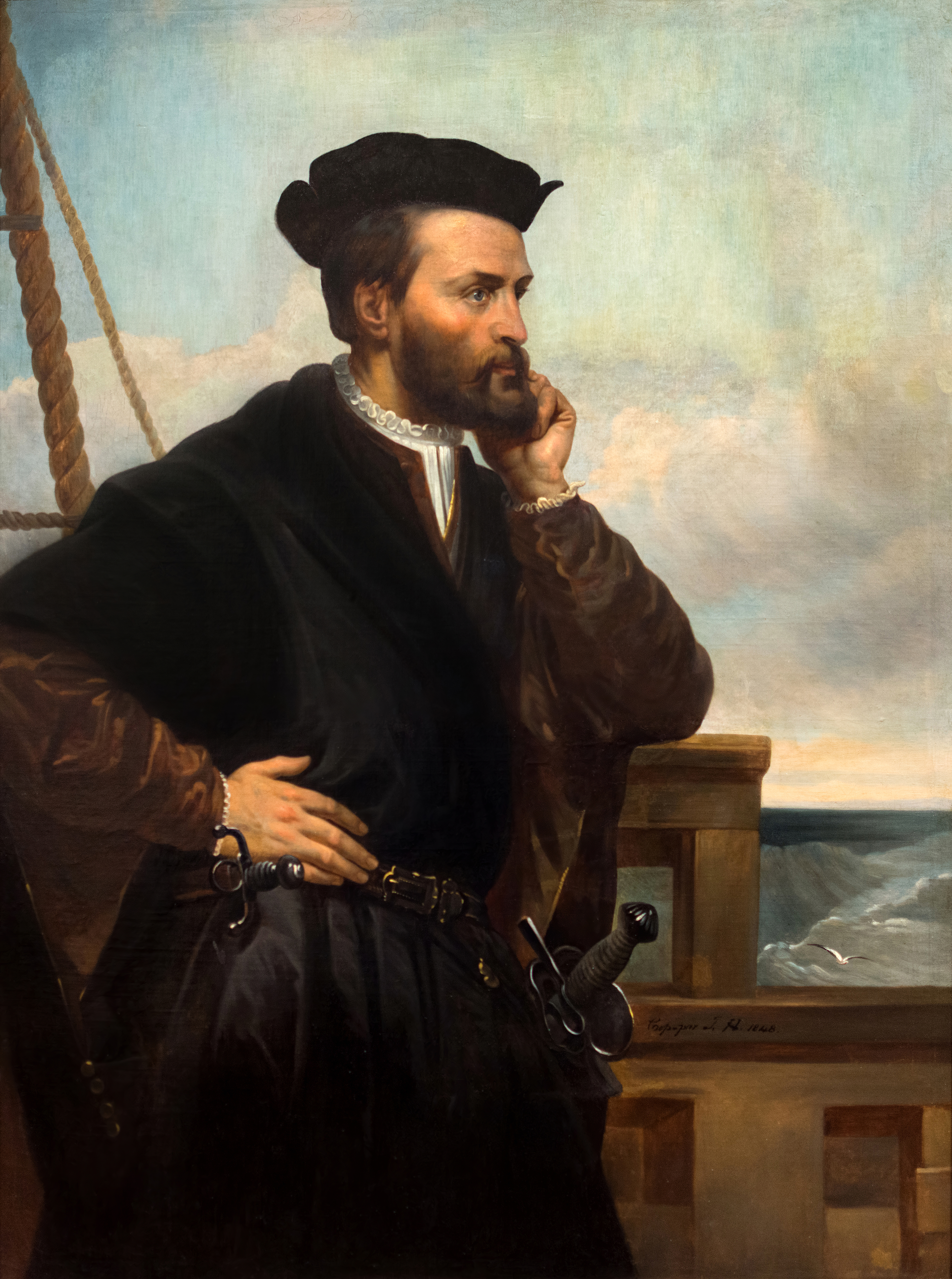
L'explorateur Jacques Cartier.

## Des entreprises outre-Atlantique aux résultats médiocres
La France se lance tardivement dans la colonisation du Nouveau Monde, et doit donc se contenter de territoires inhospitaliers ou pauvres, ou encore à l'opposition de l'Espagne et du Portugal.

### Les voyages de découvertes en Amérique
La France commence sa participation à la découverte de l'Amérique et des Indes sous l'impulsion de François Ier. Celui-ci confie la mission de repérer un passage pour aller de l'Amérique du Nord aux Indes à Giovanni da Verrazzano, un marin florentin installé à Dieppe. À la mort de Verazzano, cette mission revient au français Jacques Cartier, mais elle sera un fiasco : les colons étant rejetés par les Indiens, ils retournent en France en 1543.